# Библиотека Математичког факултета Универзитета у Београду

## Историјат Библиотеке
Године 1894. основана је Библиотека Математичког семинара Велике школе. Када је Велика школа 1905. године претворена у Универзитет, Математички семинар остаје у саставу Филозофског факултета. Богат књижни фонд библиотеке Математичког семинара, створен заслугом Богдана Гавриловића и Михаила Петровића, готово је у потпуности био уништен крајем Другог светског рата, приликом борби за ослобођење Београда. Математички семинар, након рата, постаје Математички завод Филозофског факултета. Од формирања Природно-математичког факултета, 1947. године, до оснивања Математичког факултета, 1995. године, Библиотека некадашњег Математичког семинара, потом завода Филозофског факултета, постаје Библиотека Математичког завода Природно-математичког факултета, затим Библиотека Одсека за математичке, механичке и астрономске науке, Библиотека ООУР-а за математику, механику и астрономију и коначно, Библиотека Математичког факултета.

## Фонд
Библиотека Математичког факултета је високошколска библиотека специјализована за области математике, механике и астрономије. Смештена је у четири просторије на 256 квм. Једна од тих просторија је и читаоница за студенте (55 места). У фонду библиотеке налази се више од 68000 библиотечких јединица, 33000 монографских публикација и више од 35000 свезака часописа са веома значајним научним радовима из области математике, астрономије и механике. У посебне фондове издвојени су: стара и ретка књига, издања на CD/DVD медијима, један број најчешће коришћених књига (уџбеници и збирке задатака), фонд доктората, магистарских, мастер и специјалистичких радова као и фонд лексике. У три каталошка ормана смештени су класично рађени абецедни каталози монографија, магистарских и специјалистичких радова, докторских теза, часописа, зборника радова, серије LNM и предметни каталог, који обухватају целокупни библиотечки материјал набављен пре 1994. године. Од 1996. године све приновљене публикације обрађују се компјутерски (програмски пакет Пергам у који су у потпуности имплементирани међународни стандарди UNIMARC и ISBD). 

## О раду Библиотеке
Делатност библиотеке је прикупљање, чување, обрада и давање на коришћење библиотечке грађе, свакодневна едукација и рад са корисницима, као и пружање других библиотечко-информационих услуга. У Библиотеци Математичког факултета, корисници свакодневно добијају информације о условима и начину коришћења библиотечке грађе и каталога. Корисници се свакодневно упућују и на сајт Библиотеке . На сајту се између осталог, могу пронаћи и информације о линковима који помажу математичарима да дођу до неких веома корисних информација. Редовни корисници библиотеке су студенти, професори, сарадници Математичког факултета у Београду, док се ванредним корисницима Библиотеке сматрају сарадници Математичког института САНУ, студенти и професори са других факултета Универзитета у Београду.

## Галерија
- Библиотека
- Унутрашњост Студентске читаонице
- Поглед из Библиотеке
- Ја волим Библиотеку
- Библиотека МФ
- Студентска читаоница
- Библиотека